# Copa finlandesa de futbol
La copa finlandesa de futbol, en finlandès Suomen Cup, és la segona competició de futbol de Finlàndia. És organitzada per l'Associació Finlandesa de Futbol i es disputa des de l'any 1955.

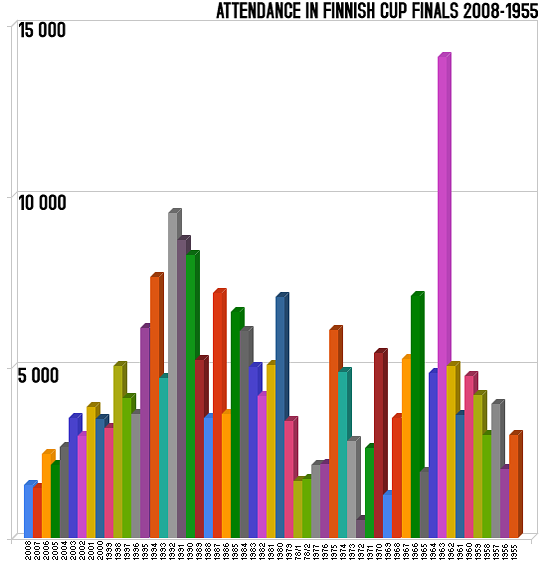
Assistències a les finals 2008-1955

## Historial
Font:
- 1955:  Haka Valkeakoski (1)
- 1956:  Pallo-Pojat
- 1957:  IF Drott
- 1958:  KTP Kotka (1)
- 1959:  Haka Valkeakoski (2)
- 1960:  Haka Valkeakoski (3)
- 1961:  KTP Kotka (2)
- 1962:  HPS Helsinki (1)
- 1963:  Haka Valkeakoski (4)
- 1964:  Reipas Lahti (1)
- 1965:  Åbo IFK (1)
- 1966:  HJK Helsinki (1)
- 1967:  KTP Kotka (3)
- 1968:  KuPS Kuopio (1)
- 1969:  Haka Valkeakoski (5)
- 1970:  MP Mikkeli (1)
- 1971:  MP Mikkeli (2)
- 1972:  Reipas Lahti (2)
- 1973:  Reipas Lahti (3)
- 1974:  Reipas Lahti (4)
- 1975:  Reipas Lahti (5)
- 1976:  Reipas Lahti (6)
- 1977:  Haka Valkeakoski (6)
- 1978:  Reipas Lahti (7)
- 1979:  Ilves Tampere (1)
- 1980:  KTP Kotka (4)
- 1981:  HJK Helsinki (2)
- 1982:  Haka Valkeakoski (7)
- 1983:  Kuusysi Lahti (1)
- 1984:  HJK Helsinki (3)
- 1985:  Haka Valkeakoski (8)
- 1986:  RoPS Rovaniemi (1)
- 1987:  Kuusysi Lahti (2)
- 1988:  Haka Valkeakoski (9)
- 1989:  KuPS Kuopio (2)
- 1990:  Ilves Tampere (2)
- 1991:  TPS Turku (1)
- 1992:  MyPa (1)
- 1993:  HJK Helsinki (4)
- 1994:  TPS Turku (2)
- 1995:  MyPa (2)
- 1996:  HJK Helsinki (5)
- 1997:  Haka Valkeakoski (10)
- 1998:  HJK Helsinki (6)
- 1999:  FC Jokerit (1)
- 2000:  HJK Helsinki (7)
- 2001:  Atlantis FC (1)
- 2002:  Haka Valkeakoski (11)
- 2003:  HJK Helsinki (8)
- 2004:  MyPa (3)
- 2005:  Haka Valkeakoski (12)
- 2006:  HJK Helsinki (9)
- 2007:  Tampere United (1)
- 2008:  HJK Helsinki (10)
- 2009:  Inter Turku (1)
- 2010:  TPS Turku (3)
- 2011:  HJK Helsinki (11)
- 2012:  FC Honka Espoo (1)
- 2013:  RoPS Rovaniemi (2)
- 2014:  HJK Helsinki (12)
- 2015:  IFK Mariehamn (1)
- 2016:  SJK (1)
- 2017:  HJK Helsinki (13)
- 2018:  FC Inter Turku (2)
- 2019:  Ilves Tampere (3)
- 2020:  HJK Helsinki (14)
- 2021:  KuPS Kuopio (3)
- 2022:  KuPS Kuopio (4)
- 2023:  Ilves Tampere (4)